# TAMA300

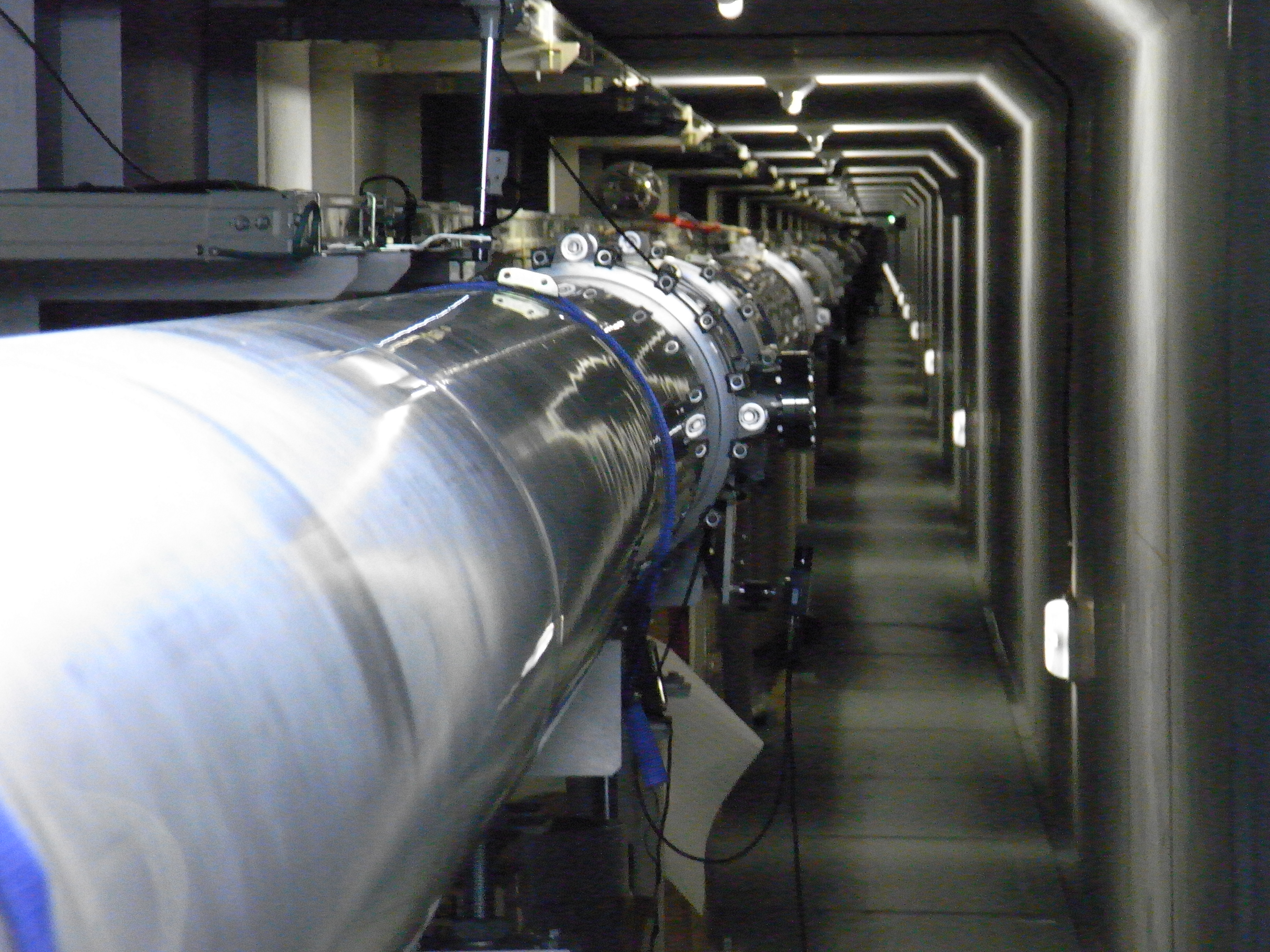
TAMA300。基線長300mの干渉計型重力波検出装置。国立天文台三鷹キャンパスの地下にある。

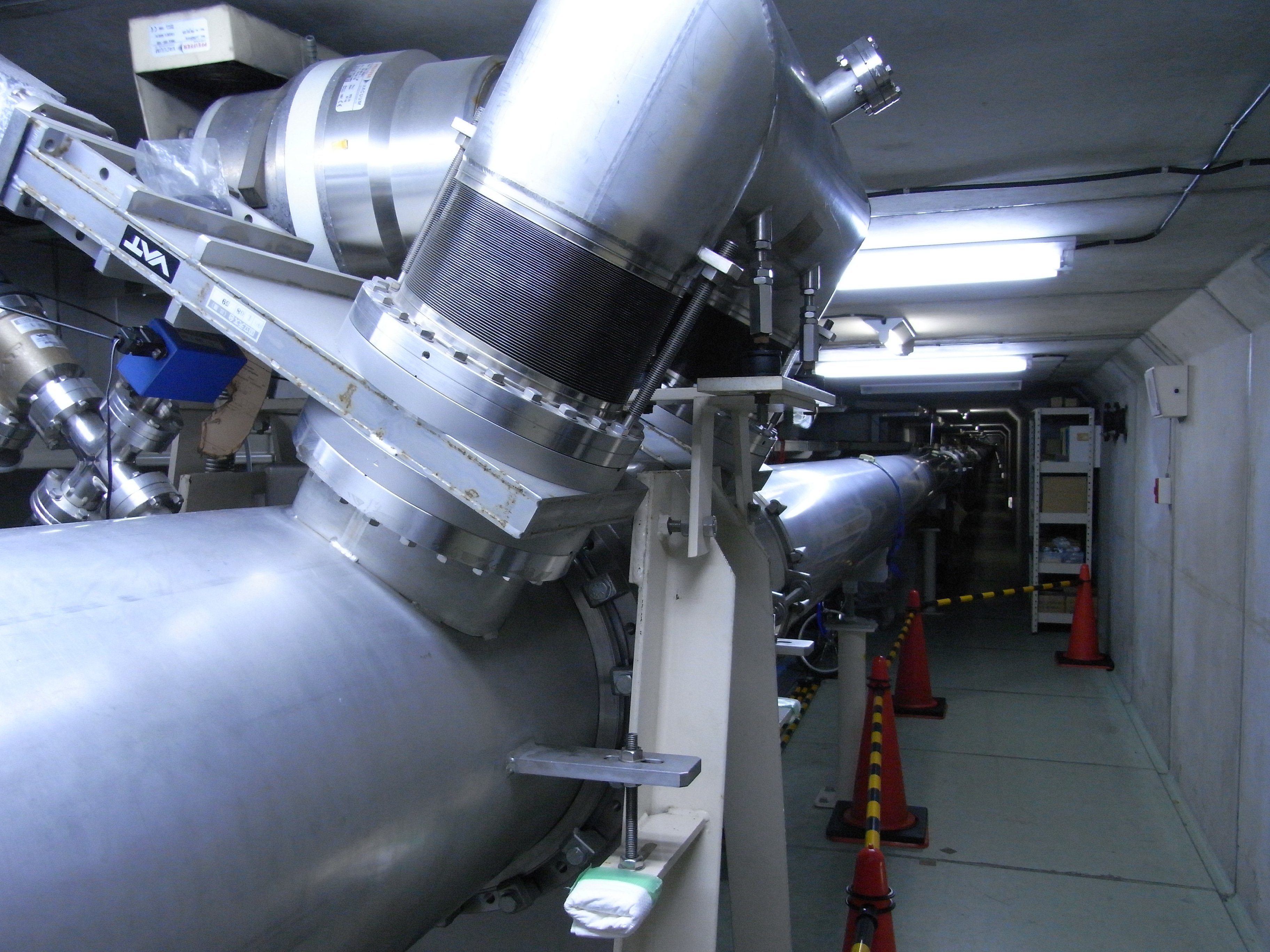
真空ポンプとの接続部。ダクト内部は10^{-6} Paオーダーの真空に保たれている。

TAMA300（たまさんびゃく）は、国立天文台の重力波プロジェクト推進室が運用している重力波検出器、およびまたその開発・運用プロジェクトの名称。重力波の検出に使われる装置は、基線長300メートルのファブリー・ペロー型マイケルソン干渉計である。名称の「TAMA」は装置が設置された国立天文台三鷹キャンパスがある多摩地域に、「300」は装置の基線の長さにちなんで名付けられた。

## 概要
将来のキロメートル級の干渉計に必要な技術を開発すること、および天の川銀河を含む局所銀河群で起こるイベントからの重力波を検出することを目的としている。天の川銀河で起こる連星中性子星からの重力波を検出できる感度を持つが、このイベントが起こる確率は数十万年に1度程度と考えられている。装置は1995年から三鷹キャンパス内に建設が始まり、1999年7月から観測運転が開始された。
レーザー光のエネルギーを増幅するために「リサイクリング」と呼ばれる技術を用いており、安定かつ単一波長のレーザー光を用いた 極めて精度の高いファブリペロー型マイケルソン干渉計 (FPMI) である。ファブリペーロー型マイケルソン干渉計は、90度（垂直）に交差する光路と、光路内に取り付けられた反射鏡からなる装置である。レーザー光源から発せられたレーザー光は、リサイクリング装置で増幅される（光源出力0.5Wから20Wまで）。このレーザー光を、光路内で往復させることで、干渉縞を得る。もしも、途中に重力波などが通過した場合には、等価原理によって重力波による《空間の歪み》が生じる。この《空間の歪み》によって、生じる光路差によって、光波にはうねりが生じる。このうねりによって、干渉縞が生じる仕組みである。光路内部は、干渉縞を得るために高度真空状態とし、さらに、センサーの熱雑音の影響を避けるために低温で運用を行う必要がある。また、干渉計の基線長の長いものほど、長い波長の干渉縞を得やすい。

### 低温技術
装置全体の熱雑音を抑えると同時に精度の高い干渉縞を得るため、低温技術を用いた設計がなされている。これは新規に設置された観測装置において用いられている技術で、高精度受信素子、冷却CCDや赤外線観測装置、X線、ガンマ線領域でも行われている。熱雑音による精度の低下はその装置自体が持つ温度をピークとした輻射が存在するために生じるが、この影響を限りなく少なくするための技術である。

## 研究成果
2020年4月28日、KAGRAの開発で培われた防振制御などの最新技術を応用して、大型重力波望遠鏡で必要とされる100ヘルツ以下という低周波におけるゆらぎの制御の実現に成功したと発表した。この技術を、KAGRAを始めとした大型重力波望遠鏡に適用することで、従来より感度で約2倍、観測可能な重力波イベントの数は約8倍となる見込みで、各重力波望遠鏡のアップグレード時に採用される予定としている。